# Italienischer Frosch
Der Italienische Frosch (Rana italica) gehört innerhalb der Ordnung der Froschlurche zur Familie der Echten Frösche und ebenso zur Gattung der Echten Frösche. Außerdem wird er nach Aussehen, Lebensweise und Verwandtschaftsbeziehungen zum Formenkomplex der Braunfrösche gerechnet. Er ist ausschließlich im Hügel- und Bergland Italiens anzutreffen.

## Merkmale
Der Italienische Frosch hat eine Körperlänge von etwa 40 bis 60 mm. Es handelt sich um einen kleinen und relativ plumpen Braunfrosch mit kurzer Schnauze und langen Beinen. Er ähnelt stark dem Griechischen Frosch (Rana graeca), als dessen Unterart er auch ursprünglich angesehen worden war. Die Rückenfärbung ist variabel bräunlich, rötlich oder gelblich mit hellen, unscharfen Flecken. Die Bauchseite ist weißlich gefärbt, die Kehle dunkel mit hellen Punkten und einem Längsstreifen in der Mitte. Die Haut ist, abgesehen von den dorsolateralen Drüsenleisten, recht glatt. Die Männchen besitzen innere Schallblasen.
Bei nach vorn gelegtem Hinterbein reicht das Fersengelenk über die Schnauzenspitze hinaus, wodurch der Frosch von manchen anderen Arten unterscheidbar ist.

## Verbreitung und Lebensraum
Das Verbreitungsgebiet des Italienischen Froschs beschränkt sich auf den größten Teil des italienischen Stiefels südöstlich von Genua, wobei der Frosch hauptsächlich im Hügel- und Bergland (Apennin) bis in 1700 m Höhe anzutreffen ist. Als Lebensraum bevorzugt er kühle und sauerstoffreiche Bergbäche und Quellen und ist stark an das Wasser gebunden. Der Bodengrund der Gewässer ist steinig und vegetationsarm.

## Lebensweise
Die Fortpflanzungszeit des Italienischen Frosches liegt in den Monaten Februar bis April. Dabei legt das Weibchen Eiballen von 200 bis 1000 Eiern unter Steinen in Ufernähe ab (vergleiche auch Griechischer Frosch).

## Gefährdung
Der Italienische Frosch wird in der Roten Liste gefährdeter Arten der IUCN als nicht gefährdet („Least Concern“) eingestuft, weil er über ein relativ großes Verbreitungsgebiet verfügt, eine größere Anpassungsfähigkeit gegenüber Lebensraumveränderungen sowie eine verhältnismäßig große Gesamtpopulation angenommen wird. Die Hauptgefährdung für diese Art geht vom Lebensraumverlust aus, der durch die zunehmende Veränderung der Habitate durch Landwirtschaft und Besiedlung erfolgt.
Gesetzlicher Schutzstatus
- Fauna-Flora-Habitat-Richtlinie (FFH-RL): Anhang IV (streng geschützt)
- Bundesartenschutzverordnung (BArtSchV): besonders geschützt

## Zitierte Belege
1. 1 2  Rana italica in der Roten Liste gefährdeter Arten der IUCN 2007. Eingestellt von: Andreone, F., 2004. Abgerufen am 26. Juli 2008.